# Stružec Posavski
Stružec Posavski je naseljeno mjesto u Republici Hrvatskoj u Zagrebačkoj županiji. 

## Zemljopis
Administrativno je u sastavu općine Orle. Naselje se proteže na površini od 3,14 km².

## Stanovništvo
Prema popisu stanovništva iz 2011. godine u Stružcu Posavskom žive 75 stanovnika i to u 23 kućanstva. Gustoća naseljenosti iznosi 24 st./km².
| broj stanovnika | 127   | 138   | 148   | 147   | 147   | 144   | 141   | 136   | 110   | 114   | 107   | 109   | 91    | 84    | 63    | 75    | 71    |
|                 | 1857. | 1869. | 1880. | 1890. | 1900. | 1910. | 1921. | 1931. | 1948. | 1953. | 1961. | 1971. | 1981. | 1991. | 2001. | 2011. | 2021. |